# ديجيمون أدفنتشر (لعبة فيديو)
ديجيمون أدفنتشر هي لعبة فيديو من ضمن ألعاب سلسلة الديجيمون، والتي قامت شركة بروب بتطويرها وقامت شركة بانداي بنشرها، أصدرت في 13 يناير 2013، ونظام اللعبة هو جهاز بلاي ستيشن بورتبل أو كما هو معروف بالبي أس بي، ويتضمن أصوات الشخصيات الرئيسية التي في المسلسل الرئيسي، وهي جزء من الخطة الزمنية للاحتفال بمرور 15 عاماً على عرض الجزء الأول من السلسلة.

## نمط اللعبة
تعيد هذه اللعبة قصة المسلسل الرئيسي في جُزئه الأول حينما يسقط سبعة أولاد في عالمٍ رقميّ، ويواجهون مخلوقات رقميّة، وبواسطة الجهاز الرقمي يتطوّر المرافقون ليخوضون القتال مع الأشرار، وتعيد اللعبة سيناريو جميع الحلقات في الجُزء الأول، إضافةً إلى سيناريو الفيلم الثاني لعبتنا الحربية.

## روابط خارجية
- ديجيمون أدفنتشر على موقع IMDb (الإنجليزية)